# مايك ديزي
مايك ديزي (بالإنجليزية: Mike Deasy)‏ هو كاتب أغاني وعازف قيثارة ومغني ومغن مؤلف أمريكي، ولد في 4 فبراير 1941 في لوس أنجلوس في الولايات المتحدة.

## وصلات خارجية
- مايك ديزي على موقع IMDb (الإنجليزية)
- مايك ديزي على موقع ميوزك برينز (الإنجليزية)
- مايك ديزي على موقع أول ميوزيك (الإنجليزية)
- مايك ديزي على موقع ديسكوغز (الإنجليزية)
- مايك ديزي على موقع قاعدة بيانات الفيلم (الإنجليزية)